# Jérémy Rozier
Pour les articles homonymes, voir Rozier.
Jérémy Rozier, né le 25 février 1991 à Clermont-Ferrand (Puy-de-Dôme), est un arbitre international français de rugby à sept et de rugby à XV.

## Biographie
Jérémy Rozier naît à Clermont-Ferrand. Durant sa jeunesse, il commence la pratique du rugby à XV dès ses cinq ans au sein du Rugby Clermont La Plaine,. Par la suite, il connaît le niveau international universitaire à une reprise avec l'équipe de France universitaire de rugby à sept avant de se consacrer pleinement à l'arbitrage, lorsque l'opportunité d'arbitrer en Fédérale 1 puis au niveau européen à sept se présente autour de ses 25 ans.
Déménageant ensuite dans les Yvelines, il exerce la profession de professeur d'EPS et est responsable d'une section sportive rugby en région parisienne, il apprend sa sélection dans le panel des arbitres de World Rugby à sept pour la saison 2017-2018 et lors de cette première saison en Série mondiale, il est également sélectionné pour la Coupe du monde de rugby à sept 2018 à San Francisco.
Il s'ensuit une seconde participation en 2022 à la Coupe du monde de rugby à sept au Cap où il arbitre une demi-finale, alors qu'il avait entre-temps manqué de participer aux Jeux olympiques de Tokyo un an plus tôt pour cause de blessure (rupture des ligaments croisés).
Après cette non-participation, il a vise les Jeux olympiques de Paris de 2024.
Depuis août 2019, il arbitre dans le secteur professionnel au sein de la Pro D2, puis en Top 14 à partir de la saison 2022-2023,.
Il est désigné pour officier à l'épreuve masculine de rugby à sept aux Jeux olympiques de Paris de 2024. Le 24 juillet 2024, il arbitre le match d'ouverture du tournoi masculin qui oppose l'Australie et les Samoa.